# Heinrich Friedrich Velte
Heinrich Friedrich August (Fritz) Velte (* 7. Februar 1863 in Wehrheim; † 14. September 1940 in Wehrheim) war ein deutscher Postagent und Politiker (DVP).
Heinrich Friedrich Velte war der Sohn des ersten Postmeisters in Wehrheim, des Gastwirts im Gasthof "Zum Taunus", Fritz Velte. Fritz Velte hatte 1848 den Zuschlag für eine Poststation vom Herzoglich-Nassauischen Oberpostamt erhalten und betrieb die Poststation nach der Annexion Nassaus 1866 als Poststation II. Klasse der preußischen Post.
Um die Jahrhundertwende übernahm Heinrich Friedrich Velte die Posthalterei von seinem Vater. Die Poststation verlegte er in sein neu gebautes Haus in der Bahnhofstraße 1.
Heinrich Friedrich Velte war politisch nach dem Ersten Weltkrieg in der DVP aktiv. 1898 bis Anfang 1921 gehörte er dem Kreistag und später dem Kreisausschuss des Kreises Usingen an und war Gemeindevorsteher in Wehrheim. 1920 gehörte er als Vertreter des Kreises Usingen dem Nassauischen Kommunallandtag an.